# Moog (Wuppertal)
Moog war ein Produzent von Feuerwerkskörpern in Wuppertal-Ronsdorf, der jahrzehntelang als Weltmarktführer galt.
Die Qualität und die ausgefeilten Technologien der pyrotechnischen Produkte waren weltweit beliebt, so dass auch nach den Vereinigten Staaten, nach Kanada und in den Nahen Osten exportiert wurde. Die Konkurrenz auf dem Weltmarkt war nicht ausgeprägt und chinesische Unternehmen waren noch nicht präsent. Als bemerkenswert wurde in der Unternehmensgeschichte ein Auftrag von 1960 herausgestellt, der nach Bagdad ging. Zur Ausrichtung eines Feuerwerks wurden damals zehn Tonnen pyrotechnisches Material mit einer Sondermaschine in den Irak geflogen.

## Geschichte
Das Unternehmen wurde während des Ersten Weltkriegs im Jahr 1916 von Wilhelm Moog auf dem Gelände der ehemaligen Feuerwerkerei Carl Lippold gegründet. Sein Sohn Hans Moog trat 1923 ins Unternehmen ein, und ein neues Werksgelände wurde bezogen. 
Nach dem Zweiten Weltkrieg baute man recht schnell das Unternehmen MOOG-NICO auf, wobei Nico in Norddeutschland und Moog in Süddeutschland den Vertrieb übernahm. Mitte der 1960er Jahre waren auf dem eigenen Unternehmensgelände in Wuppertal-Ronsdorf (51° 12′ 31″ N, 7° 12′ 18″ O) 170 Mitarbeiter beschäftigt. Später drängte zunehmend mehr die Konkurrenz aus China auf den Markt und Moog hatte mit Problemen zu kämpfen.
1988 wurde das Wuppertaler Unternehmen MOOG-NICO unter Klaus Moog, dem Sohn von Hans Moog, von der Osnabrücker Piepenbrock-Gruppe gekauft und in die 1981 gegründete Piepenbrock Pyrotechnik GmbH mit Sitz im pfälzischen Göllheim eingegliedert. Die ehemaligen Schwestergesellschaften mussten nun gegeneinander konkurrieren.
Im April 1999 kam das Aus für Moog am Standort Ronsdorf. Der Bestand an Feuerwerksartikeln wurde von der Firma Hans Hamberger AG in der Schweiz (damals in Oberried, seit 2013 in Spiez ansässig), einem anderen Unternehmen der Piepenbrock Pyrotechnik GmbH, übernommen.